# Шаков, Владимир Сергеевич
Влади́мир Серге́евич Ша́ков (бел. Уладзімір Сяргеевіч Шакаў; 28 августа 1984) — белорусский футболист, нападающий.

## Карьера
Профессиональную карьеру начинал в 2003 году в клубе «Нафтан» из Новополоцка. В 2005 году играл за «Полоцк». С 2006 по 2008 год выступал за «Савит», в котором становился лучшим бомбардиром. В 2008 году ездил на просмотр в минское «Динамо», однако контракт с ним не был подписан и Шаков вскоре перешёл в «Торпедо» из Жодино, в которое его лично пригласил главный тренер Олег Кубарев. В марте 2009 года вместе с Егором Хаткевичем подписал годичный контракт с «Витебском» из одноимённого города. После окончания контракта вернулся в «Нафтан».

## Достижения
«Савит»
- Победитель Первой лиги Белоруссии: 2007